# 周而淳
周而淳（16世紀—1643年），字季玉，山東萊州府掖縣人，明朝政治人物。

## 生平
周而淳是廣南知府周維翰的次子，父親和兄長周而厚都在當地病逝，他徒步前往廣南扶櫬回鄉，鄉人都稱許其行徑。崇禎三年（1630年）他中舉人，十年（1642年）成進士，大理寺觀政，十一年二月獲授河內知縣。當時流寇四起，地方動盪，他修繕兵甲保衛孤城，安定時則維修學宮課士。之後他調任南宮，河內人都彷如失去雙親，崇祯十五年再升任兵科給事中。
崇禎十五年（1642年）北京遭清朝軍隊攻打，各地警報踵至，崇禎帝以撫鎮輕敵不能依靠，命令六位給事中分巡各地；周而淳獲派往河間，會合知府顏胤紹分兵拒守。很快城池淪陷，他被擒拿不願投降，遭碎屍棄城，朝廷追贈大理卿，廕一子入監，入祀鄉賢祠及忠義祠。

## 家族
曾祖周廷芳，太学生、保宁府简較；祖周仁，增生、贈奉政大夫刑部郎中；父周维翰，部郎，升广南知府，死事追赠大中大夫布政司参政，祀名宦。

## 引用
1. 1 2  乾隆《掖縣志·卷四》：周而淳，字季玉，父維翰出守廣南，以子而厚從，中道皆殂，而淳徒步往扶二櫬歸，里人高其行。崇禎丁丑第進士，除知河內，時流寇蜂起，覃懷鼎沸；而淳繕甲兵保障孤城，稍暇則修葺學宮，課諸生文藝，調南宮，河內人如失怙，尋擢兵垣。壬午畿輔被兵，各郡警報踵至，莊烈帝以撫鎮玩敵，不足恃命，臺臣六人分巡諸郡；而淳往河間，星馳受事，辰入而夕圍，合與知府顏孕紹分兵拒守。城陷被執不屈，敵碎磔其屍棄城下，贈大理卿，廕一子入監，崇祀鄉賢及忠義祠。
2. ↑  乾隆《掖縣志·卷三》：崇正 庚午（舉人）……周而淳 見進士
3. ↑  《崇祯十年丁丑科进士三代履历》：周而淳，曾祖廷芳，太学生、保宁府简較；祖仁，增生、贈奉政大夫刑部郎中；父维翰，部郎，升广南知府，死事追赠大中大夫布政司参政，祀名宦。季玉，书三房，甲寅十月初三日生，掖县人，庚午七十七名，会二百名，三甲一百十九名，大理寺观政，戊寅二月授河内知县，改南宫，壬午行取考选兵科給事中，癸未殉难卒。